# Seznam slovenských skladatelů
Seznam slovenských skladatelů uvádí abecedně uspořádaný přehled některých významných slovenských hudebních skladatelů.

## A
- Alexander Albrecht (1885–1958)
- Tibor Andrašovan (1917–2001)
- Vojtěch Adamec (1926–1973)
- Tibor Adamčák (* 1946)
- Alexander Albrecht (1885–1958)
- Gerhard Auer (1925–2002)

## B
- Jozef Baán (* 1964)
- František Babušek (1905–1954)
- Pavol Bagin (1933–2013)
- Jozef Bahéry (1844–1931)
- Juraj Pavlín Bajan (1721–1791)
- Miroslav Bázlik (* 1931)
- Igor Bázlik (1941–2023)
- Ján Levoslav Bella (1843–1936)
- Juraj Beneš (1940–2004)
- Roman Berger (* 1930)
- Miloš Betko (* 1964)
- Norbert Bodnár (* 1956)
- Vladimír Bokes (* 1946)
- Peter Breiner (* 1957)
- Ali Brezovský (* 1940)
- Marek Brezovský (1974–1994)
- František Xaver Budínsky (1676–1727)
- Blažej Bulla (1852–1919)
- Ľubomír Burgr (* 1964)
- Ivan Burlas (* 1959)
- Ladislav Burlas (1927–2024)
- Martin Burlas (* 1955)
- Viliam Figuš-Bystrý (1875–1937)

## C
- Samuel Capricornus (1628–1665)
- Ján Cikker (1911–1989)
- Peter Cón (1949–1992)
- Zdeněk Cón (1919–1995)

## Č
- Pavol Čády (1911–1978)
- Alojz Čobej (* 1935)

## D
- Olga Danášová (* 1961)
- Gaudentius Dettelbach (1739–1818)
- Igor Dibák (* 1947)
- Vojtěch Didi (* 1940)
- Ján Valašťan Dolinský viz písmeno V
- Hanuš Domanský (1944–2021)
- František (Fraňo) Dostalík (1896–1944)
- Milan Dubovský (* 1940)
- Gejza Dusík (1907–1988)

## Ď
- Juraj Ďuriš (* 1954)

## E
- Ján Egry (1824–1908)
- Karol Elbert (1911–1997)

## F
- Belo Felix (* 1940)
- Oto Ferenczy (1921–2000)
- Jaroslav Filip (1949–2000)
- Viliam Figuš-Bystrý (1975–1937)
- Ján Fišer (1896–1963)
- Ondrej Francisci (1915–1985)
- Tibor Frešo (1918–1987)

## G
- Jozef Gahér (1934-2013)
- Ján Gajdoš (1903–1980)
- Róbert Gašparík (* 1961)
- Vladimír Godár (* 1956)
- Ján Greguš (* 1951)
- Jozef Grešák (1907–1987)
- Anton Gutvil (-)

## H
- Oldřich Hemerka (1862–1946)
- Milan Haluška (* 1960)
- Mojmír Hanák (* 1960)
- Juraj Hatrík (1941–2021)
- Peter Hanzely  (* 1947)
- Anton Július Hiray (1770–1842)
- Stanislav Hochel (* 1950)
- Ladislav Holoubek (1913–1994)
- Róbert Hrebenár (* 1919)
- Ján Hrk (1923–1991)
- Branislav Hronec (1940–2022)
- Ivan Hrušovský (1927–2001)

## Ch
- Jozef Chudý (1751?–1813)

## I
- Anna Ivanová (1899–1961)
- Jevgenij Markovič Iršai (* 1951)

## J
- Viera Janárčeková (* 1941)
- Jan Jankeje (* 1950)
- František Janeček (1837–1909)
- Šimon Jurovský (1912–1963)

## K
- Frico Kafenda (1883–1963)
- Dezider Kardoš (1914–1991)
- Vojtech Keler (1820–1881)
- Ján Boleslav Kladivo (-)
- Heinrich Klein (1756–1832)
- Peter Kolman (* 1937)
- Ivan Konečný (1939–2009)
- Miloslav Kořínek (1925–1998)
- Viliam Kostka (1895–??) (hudba: Stupavská krčma)
- Július Kowalski (1912–2003)
- Mirko Krajči (* 1968)
- Miloslav Krčméry (1860–1902)
- Jozef Kresánek (1913–1986)
- Egon Krak (* 1958)
- Pavol Krška (* 1949)
- Branislav Kšiňan (-)
- Víťazoslav Kubička (* 1953)
- Ladislav Kupkovič (* 1936)
- Johann Kusser st. (1626–1696)
- Johann Sigismund Kusser (1660–1727)

## L
- Dezider Lauko (1872–1942)
- Tibor Lengyel al Ctibor Lenský (1908–1981)
- Andrej Lieskovský (1913–1995)
- Milan Lichard (1853–1935)
- Tomáš Lintner (-)
- Peter Lipa (* 1943)
- Laco Lučenič (* 1952)
- Luky Lukáč (* 1966)

## M
- Rudolf Macudiński (1907–1986)
- Peter Machajdík (* 1961)
- Jozef Malovec (1933–1998)
- Pavol Malovec (* 1957)
- Dušan Martinček (* 1936)
- Peter Martinček (* 1962)
- Daniel Matej (* 1963)
- Vieroslav Matušík (1927–1995)
- Jaroslav Meier (1923–2001)
- Ján Melkovič (1939–2004)
- Alexander Michalič (* 1963)
- Zdenko Mikula (1916–2012)
- Ján Móry (1892–1978)
- Alexander Moyzes (1906–1984)
- Mikuláš Moyzes (1872–1944)
- Július Móži (1908–1968)

## N
- Dezider Nágel (1913–1980)
- Štefan Németh-Šamorínsky (1896–1975) (Šamorínsky umělecké jméno jako např. Trnavský - Mikuláš Schneider)
- Milan Novák (1927–2021)

## O
- Andrej Očenáš (1911–1995)

## P
- Ivan Parík (1936–2005)
- Edmund Pascha (1714–1772)
- Václav Patejdl (1954–2023)
- Peter Machajdík (* 1961)
- Marek Piaček (* 1972)
- Jozef Podprocký (* 1944)
- Móric Mikuláš Pollentarius (?–1681)
- Juraj Pospíšil (1931–2007)
- František Poul (* 1945)

## R
- Ľudovít Rajter (1906–2000)
- Dušan Rapoš (* 1953)
- František Pavol Rigler (?–1797)
- Gregor Roletzký (1932–1988)
- Jozef Pantaleón Roškovský (1734–1789)

## S
- Tadeáš Salva (1937–1955)
- Kristian Seidmann (* 1967)
- Ján Siváček (1928–1987)
- Mikuláš Schneider-Trnavský (1881–1958)
- Rudolf Skukálek (1931–2008)
- Daniel Speer (1606–1737)
- Ladislav Stanček (1895–1979)
- Gustáv Staník (1857–1941)
- Svetozár Stračina (1940–1996)
- Eugen Suchoň (1908–1993)
- Iris Szeghy (* 1956)
- Benedikt Szöllösi (1609–1656)

## Š
- Andrej Šeban (* 1962)
- Teodor Šebo-Martinský (1911–1980)
- Pavol Šimai (* 1930)
- Gustáv Šimkovič (1879–1964)
- Ján Šimbracký (?–1675)
- Ľudovít Štassel (1923–2002)

## T
- Juraj Tandler (1934–2020)
- Pavol Tonkovič (1907–1980)
- Juraj Tranovský (1592–1637)

## U
- Bartolomej Urbanec (1918–1983)
- Dežo Ursiny (1947–1995)

## V
- Ján Valašťan Dolinský (1892–1965) (Dolinský umělecké jméno jako např. Trnavský - Mikuláš Schneider)
- Ivan Valenta (* 1940)
- Marián Varga (1947–2017)
- Michal Vilec (* 1962)
- Anton Viskup (* 1953)
- František Vogler (okolo1623–1688)
- Kazimír Vogler (1620–1664)

## W
- Vojtech Wick (1908–1985)

## Z
- Peter Zagar (* 1961)
- Pavel Zajáček (* 1951)
- Zachariáš Zarevutius (1605?–1667)
- Pavol Zelenay (* 1928)
- Ilja Zeljenka (1932–2007)
- Alfréd Zemanovský (1919–1994)
- Jozef Frank-Zemplínsky (1920–1974) (Zemplínsky umělecké jméno jako např. Trnavský - Mikuláš Schneider)
- Ján Zimmer (1926–1993)
- Anton Zimmermann (1741–1781)
- Mikuláš Zmeškal (1759–1833)

## Ž
- Miroslav Žbirka (1952–2021)